# Célula de Dogiel

Las células de Dogiel pueden observarse dentro del ganglio espinal

Las células de Dogiel, son un tipo de neuronas multipolares que se encuentran dentro de los ganglios simpáticos prevertebrales. Se conocen así por el anatomista y fisiólogo ruso Alexandre Dogiel (1852–1922). Desempeñan un papel en el sistema nervioso entérico.

## Tipos
Existen siete tipos de células de Dogiel.